# Vorderkörpertiefstellung

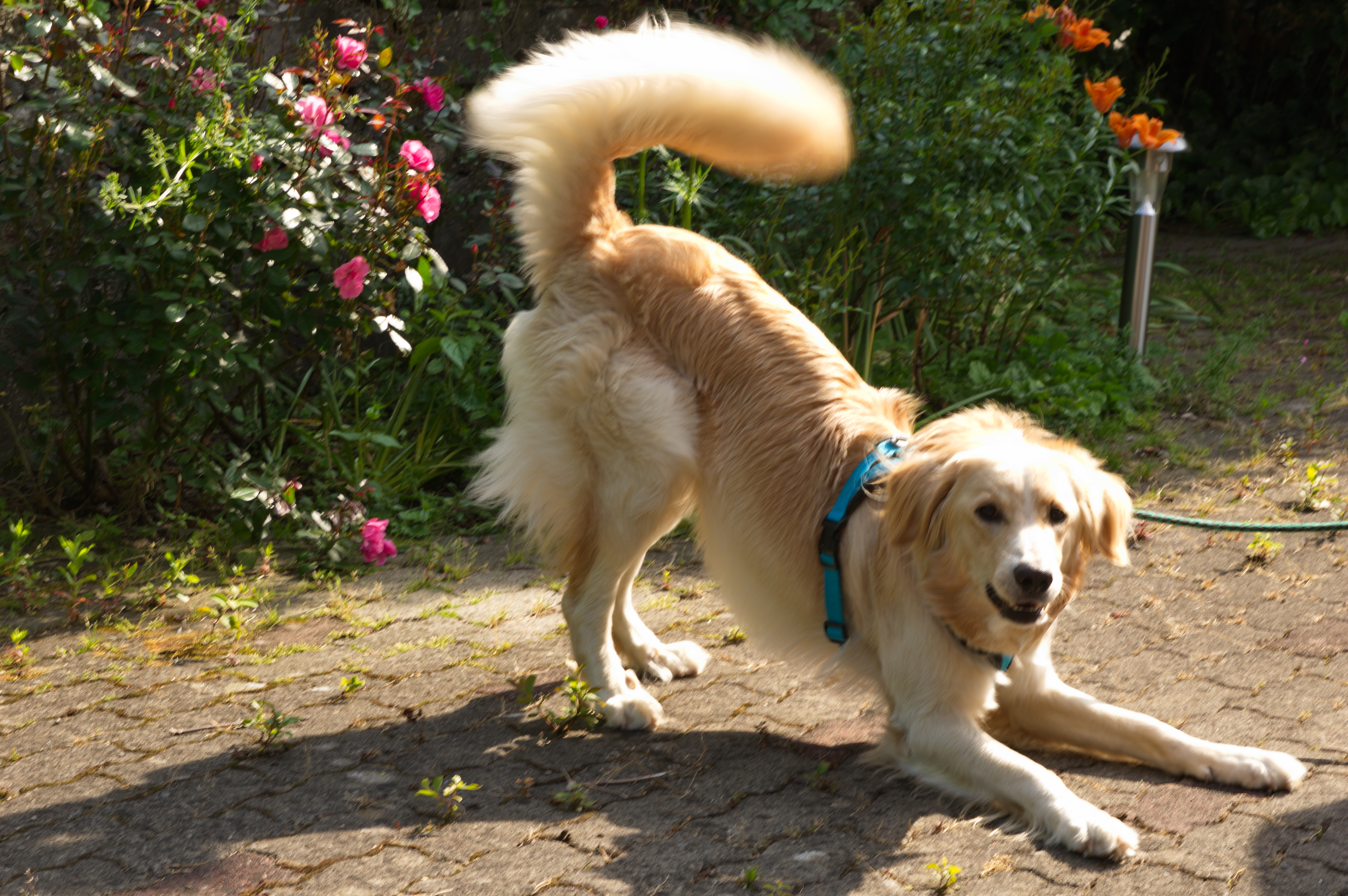
Vorderkörpertiefstellung als Spielaufforderung bei einem jungen Haushund

Die Vorderkörpertiefstellung ist eine Verhaltensweise aus dem Sozialspiel von Hunden, wird aber auch von vielen weiteren Raubtieren gezeigt. Der Hund senkt den Vorderkörper und hält die im Ellenbogengelenk stark gewinkelten Vorderbeine seitlich gespreizt. Er wedelt mit dem Schwanz, hält eventuell den Kopf schief und fixiert sein Gegenüber – klar ohne Drohung. Die Stellung kann von Bellen begleitet sein. Die Vorderkörpertiefstellung ist ein stereotypes Verhalten und ein deutliches Spielsignal. Es wird zum Initiieren eines Spiels eingesetzt oder um die Botschaft, weiterspielen zu wollen, zu übermitteln. Die Vorderkörpertiefstellung kann nicht von Aktionen aus anderen Kontexten abgeleitet werden. Nach einer Vorderkörpertiefstellung springt ein Hund oft plötzlich auf und rennt los, die Stellung wird häufig unmittelbar vor oder nach Spielbissen gezeigt.